# Théophile Seyrig
François Gustave Théophile Seyrig (Berlín, 19 de febrero de 1843 - 5 de julio de 1923) fue un ingeniero y constructor de puentes alemán.

## Biografía
En 1869 fundó Eiffel y Compañía junto con Gustave Eiffel. 
Théophile Seyrig es reconocido por la construcción de dos importantes puentes en Portugal, el primero fue el Puente María Pía en Oporto, en 1877. Más tarde ya trabajaba para la compañía belga Société Willebroeck, donde ganó el concurso para la construcción del Puente Don Luis I (también en Oporto), en contra del proyecto presentado por Eiffel. En España, Seyrig también participó en el diseño de los puentes de la línea Valladolid-Ariza.

## Obra
- Viaducto de Neuvial (1868, Francia)
- Viaducto de Rouzat (1869, Francia)
- Puente María Pía (1877, Portugal)
- Puente Don Luis I (1886, Portugal)

|                          |
| Puente María Pía (1877). |

|                           |
| Puente Don Luis I (1886). |

|                             |
| Viaducto de Neuvial (1868). |

|                            |
| Viaducto de Rouzat (1869). |